# 周春米
周春米（1966年11月1日—），中華民國政治人物、法官、律師，民主進步黨籍。現任屏東縣縣長，曾任全國不分區立法委員、臺灣銀行行員、地方法院法官，後於南部執業律師，2022年參選屏東縣縣長並當選。

## 早年
周春米生於屏東縣屏東市，父親周輝煌曾任屏東縣議員。
畢業於高雄市立高雄女子高級中學、國立臺灣大學法律學院法學組，公務人員高考、司法官特考及格，於1993年至2001年曾任屏東地方法院法官、高雄地方法院法官，2001年轉任律師，曾任蘇嘉全等三位屏東縣長之法律顧問。於2015年1月20日至2016年1月30日擔任「屏東律師公會理事長」。2015年至2016年擔任國際扶輪3510地區會計長。
2009年8月9日凌晨發生雙園斷橋事件，2010年1月22日，周春米遂邀請楊靖儀、湯瑞科、蔡將葳組成義務律師團，受立法委員潘孟安委請，在罹難家屬委任下，正式對雙園大橋管理機關交通部公路總局第三養護工程處提出國家賠償請求。遭交通部駁回後周春米遂即向法院提起訴訟，監察院也在風災後就斷橋事件展開調查，並對交通部提出糾正案指其「監督不周，亦難辭其咎」。2010年5月國道三號七堵段走山事件發生後同日交通部部長毛治國、次長葉匡時公開表示包括雙園斷橋等四大案重啓國賠程序。歷經一年的纏鬥與法律攻防，7件國賠案終於在2011年2月22日全部協議完畢，政府終於願意賠償4,600餘萬。

## 從政
周春米在2016年立法委員選舉獲民進黨提名不分區立法委員，當選。
2019年3月20日，正值酒駕修法之際，台灣民眾一致要求酒駕重罰，周春米在臉書發文，提醒酒駕修法應留意罪責相當，並表示酒駕駕照吊扣兩年（目前規定為吊扣一年），在大眾運輸較不方便的城市如屏東，主要以機車代步，如此將影響生活及工作，修法應慎重不該因民粹修法。此言一出，引發網友強烈反彈。隨後周春米回應，對造成紛擾或不安感到抱歉，並再次提醒酒駕加重處罰是修法共識，罪責如何相當，以及不同酒駕程度如何差別處理，應好好審酌。
2020年12月8日，周春米曾於院會質詢行政院院長蘇貞昌對於屏南快速公路的興建，後來與屏東縣縣長潘孟安於同年12月10日一起再次拜會蘇貞昌並說明，而後促成拍板讓屏南快速公路能夠「敗部復活」。
2022年7月17日，出席民進黨全代會接受徵召參選屏東縣縣長，當選後成為屏東縣立縣72年來首位女縣長。

## 選舉紀錄
| 年度 | 選舉屆數               | 選舉區                                 | 所屬政黨   | 得票數    | 得票率 | 當選標記 | 備註   |
| ---- | ---------------------- | -------------------------------------- | ---------- | --------- | ------ | -------- | ------ |
| 2016 | 第九屆立法委員選舉     | 全國不分區及僑居國外國民立法委員選舉區 | 民主進步黨 | 5,370,953 | 44.06% |          | [ 10 ] |
| 2020 | 第十屆立法委員選舉     | 全國不分區及僑居國外國民立法委員選舉區 | 民主進步黨 | 4,811,241 | 33.98% | [ 11 ]   |        |
| 2022 | 第十九屆屏東縣縣長選舉 | 屏東縣                                 | 民主進步黨 | 217,537   | 49.09% |          |        |

## 外部連結
- 周春米的Facebook專頁（页面存档备份，存于）
- 周春米的Instagram帳戶
- YouTube上的周春米頻道
- 周春米委員問政記錄部落格 （页面存档备份，存于）
- 立法院 -周春米委員簡介 （页面存档备份，存于）

| 中華民國政府職務 | 中華民國政府職務                     | 中華民國政府職務 |
| ---------------- | ------------------------------------ | ---------------- |
| 屏東縣政府       |                                      |                  |
| 前任： 潘孟安    | 屏東縣縣長 第十九屆 2022年12月25日－ | 現任             |